# MIT Sloan School of Management

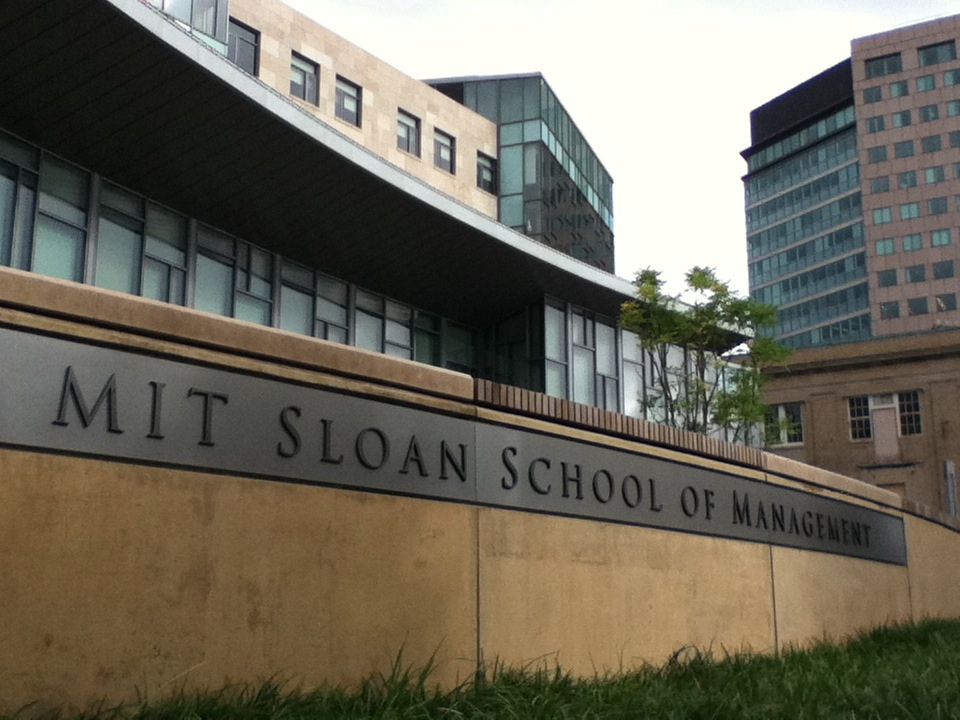
Hoofdgebouw van de MIT Sloan School of Management

De MIT Sloan School of Management is de businessschool, van het Massachusetts Institute of Technology (MIT), in Cambridge in de Amerikaanse staat Massachusetts.
Sloan biedt bachelor, masters en doctorale opleidingen, en ook speciale programma's voor executives. Het grootste programma is het Master of Business Administration (MBA) programma, dat ieder jaar studenten uit meer dan 60 landen opleidt. In vergelijking met andere business schools in de Verenigde Staten geeft Sloan onderwijs in meer speciale vakgebieden. De school staat op de eerste plaats in meer vakgebieden dan andere businessschool programma's. Sloan heeft meer dan twintigduizend alumni, waaronder veel prominente zakelijke en politieke leiders in meer dan 90 landen.